# Grazie (album)
Grazie è un album di Gianna Nannini pubblicato nel 2006. Contiene dieci canzoni inedite ed è prodotto dalla Nannini e da Will Malone, già collaboratore di Madonna, Skunk Anansie e Iron Maiden.

## Descrizione
L'album è stato il primo del catalogo Universal Music ad essere pubblicato in formato Dual Disc; la sezione DVD contiene oltre trenta minuti di filmati di backstage girati durante la produzione del disco, un'intervista alla Nannini e a Malone, immagini di "video art" con sottofondi musicali e una galleria fotografica dell'artista.
Il successo del disco ha portato la cantante senese alla vetta delle classifiche per la prima volta dall'inizio della sua carriera (il massimo posto raggiunto è sempre stato il secondo, ottenuto con Puzzle e Malafemmina). L'album è rimasto al primo posto per undici settimane, di cui quattro consecutive. È stato premiato il 5 settembre 2006 al Festivalbar come "Album dell'anno", e ha ottenuto cinque dischi di platino.
Esiste anche una versione limitata con una copertina differente e alcune bonus track: nella versione italiana troviamo il brano The Train e la versione dal vivo del brano Io; nella versione internazionale, troviamo la medesima versione dal vivo del brano Io, e la versione inglese di Sei nell'anima, dal titolo Hold the Moon. La versione spagnola contiene inoltre Hold the Moon, Io e Meravigliosa creatura.

## Tracce
Italian Edition (copertina rossa)
1. Sei nell'anima (Pacifico, Gianna Nannini) - 4:30
2. Possiamo sempre (Will Malone, Nannini, Isabella Santacroce) - 4:24
3. L'abbandono (Malone, Nannini, Santacroce) - 4:01
4. Grazie (Pozzi Isabella, Nannini Gianna - Nannini Gianna, Francesco Sartori) - 3:32
5. Le carezze (Pacifico, Malone) - 4:11
6. Babbino caro (Nannini) - 4:37
7. Treno bis (Nannini) - 2:56
8. Io (Nannini, Santacroce) - 4:32
9. Mi fai incazzare (Nannini) - 4:16
10. Alla fine (Nannini) - 4:39

Dual Disc Edition (copertina rossa)
- stesse tracce precedente edizione

Limited Edition (digipack, copertina bianca)
- 11 Io (Live Version)
- 12 The Train

International Edition (copertina bianca)
- 11 Io (Live Version)
- 12 Hold the Moon (Versione inglese di Sei nell'anima)

Spanish Edition (copertina bianca)
- 11 Io (Live Version)
- 12 Hold the Moon (Versione inglese di Sei nell'anima)
- 13 Meravigliosa creatura

## Formazione
- Gianna Nannini - voce, cori, chitarra
- Rüdiger Elze - chitarra
- Thomas Lang - batteria
- Ani Martirosyan - pianoforte
- Gaetano Leandro - programmazione
- Fausto Mesolella - chitarra
- Hans Maahn - basso
- Marco Capaccioni - programmazione
- Camillo Sampaolo - chitarra
- Lino De Rosa - basso
- Will Malone - tastiera, cori, programmazione, pianoforte, archi
- Francesco Sartori - tastiera, pianoforte
- Sascha Ring - programmazione
- Davide Tagliapietra - chitarra, programmazione, batteria
- The London Session Orchestra - archi
- Giulia Santaroni, Delay Lama, I Piccoli Cantori di Milano - cori

## Promozione
| Video Promo    | Singolo        | Radio Promo    | Data di uscita  | FIMI - Classifica Ufficiale Singoli |
| Sei nell'anima | Sei nell'anima | Sei nell'anima | 13 gennaio 2006 | # 2                                 |
| Io             |                | Io             | 5 maggio 2006   | # 5                                 |
| Grazie         |                | Grazie         | 6 ottobre 2006  |                                     |

## Classifiche

### Classifiche settimanali
| Classifica (2006) | Posizione massima |
| ----------------- | ----------------- |
| Germania          | 32                |
| Italia            | 1                 |
| Svizzera          | 12                |

### Classifiche di fine anno
| Classifica (2006) | Posizione |
| ----------------- | --------- |
| Italia            | 2         |
| Classifica (2007) | Posizione |
| Italia            | 35        |